# Sylvilagus
Sylvilagus és un gènere de conills americans que conté una vintena d'espècies. Físicament, la majoria de conills d'aquest gènere s'assemblen bastant al conill de bosc europeu (Oryctolagus cuniculus). La majoria de Sylvilagus tenen una cua curta, amb una part inferior blanca que es veu quan reculen, donant-los el nom anglès cottontails (‘cues de cotó’). Aquests conills presenten una major resistència a la mixomatosi que els conills europeus.